# 奧博羅特尼夫卡
49°35′43″N 38°2′23″E / 49.59528°N 38.03972°E
奧博羅特尼夫卡（烏克蘭語：Оборотнівка）是位於烏克蘭東部的村莊，由盧甘斯克州斯瓦托韋區的下杜萬卡市鎮負責管轄。該村始建於1785年，面積6.53平方公里，海拔高度105米，2001年人口590，人口密度每平方公里90.3人。